# Simpsons öppningssekvens
Simpsons öppningssekvens är en del av den amerikanska TV-serien The Simpsons. Nästan varje avsnitt börjar med den och detaljer i den varierar. Grundutförandet är att familjemedlemmarna visas i olika situationer där de skyndar sig hem för att samlas i TV-soffan. Bart är i skolan framför svarta tavlan där han bestraffas upprepade gånger skriva på svarta tavlan att inte göra om något dumt han gjort. Systern Lisa Simpson blir utkörd från musiklektionen för att hon spelar ett kreativt solo på sin saxofon. Modern Marge står i varuhusets kassakö och ska registrera och betala varorna. Yngsta dottern Maggie blir själv registrerad som vara innan hon och modern lämnar butiken. Fadern Homer lämnar kärnkraftverket i en sån iver att han slänger iväg den uranstav han håller i handen så att den studsar ner under hans skjorta. 
I februari 2009 kom det en ny öppningssekvens i HD-format som ersatte den tidigare, den innehåller många olikheter från den tidigare. Det är den tredje öppningssekvensen under seriens gång. Den andra öppningssekvensen introducerades i den andra säsongen.

## Öppningssekvenserna

### 1990
Den första säsongens öppningssekvens har ett antal skillnader från de senare versionerna; i scenen då Homer lämnar kärnkraftverket så är det en man som äter smörgås i bakgrunden jämfört med senare då det är Mr. Burns och Smithers i bakgrunden. Bart stjäl en busshållplatsskylt, vilket gör att ett flertal personer missar busen; i den senare versionen åker han istället slalom runt ett antal rollfigurer. Scenen då Lisa åker på sin cykel ändrades senare till att man snabbt passerade ett flertal rollfigurer.

### 1990–2009
Sekvensen börjar med att titeln visas medan den förflyttas framåt genom moln. Förflyttningen fortsätter genom hela staden tills man kommer till skolan där Bart har kvarsittning och får skriva vad han har gjort fel på svarta tavlan. När klockan ringer åker Bart ut ur skolan på sin skateboard. I nästa scen får man se Homer lämna kärnkraftverket, med en uranstav på sin rygg. I bakgrunden står Mr. Burns och håller sin klocka mot örat och skakar den och Waylon Smithers står i och kollar på ritningar.
I nästa scen är Marge och Maggie i mataffären där Maggie åker över rullbandet bland alla matvaror, när hon skannas syns $847,63 på prisskylten.
Därefter får man se Lisa bli utslängd från sin orkester då hon inte spelar efter noterna. 
Familjen på väg till sitt hus: Homer slänger bort uranstaven från ryggen. Bart åker förbi där staven landade, åker slalom runt ett antal karaktärer och korsar därefter en gata där Marge och Maggie kommer åkande, det är oklart vem som styr, om det är Maggie med sin leksaksratt eller Marge med den riktiga ratten. 
När Homer anländer till garageuppfarten kommer Bart åkande och studsar på biltaket. När Homer kommer ut från bilen cyklar Lisa precis framför honom, därefter kommer Marge och för att undvika henne springer han in i garaget och vidare in i huset. Sekvensen avslutas med att de tar sig till soffan framför TV:n. På TV-skärmen får man se de olika producenterna.

### 2009–vidare
Sekvensen har bättre kvalitet än de tidigare och har fler detaljer. 
Den börjar likadant som den tidigare fast framför molnen flyger en figur som varierar för varje avsnitt. På väg mot skolan passerar man statyn av Jebediah Springfield vars huvud blir avsågat och landar på Ralph. Som ibland säger något. Strax innan skolan är det en stor skylt med olika budskap beroende på avsnitt. När Bart åker ut från skolan landar han på Barney som ligger gömd i en lövhög som Willie har räfsat ihop, Willie hytter med näven åt Bart. Barney har ibland en replik. På kärnkraftverket har Smithers och Burns bytts ut mot Lenny och Carl som gör i ordning en skylt med texten Dagar utan olyckor då Lenny ramlar ner från stegen. 
I mataffären är Patty och Selma med och packar upp varor. Maggie gör att priset på varorna fördubblas från $243,26 till $486,52. När Maggie har placerats i kundvagnen stirrar hon argsint mot ett barn (Baby Gerald) i en annan kundvagn och hytter med näven. 
I Lisas orkester spelar inte längre Sherri och Terri tvärflöjt utan snarare Game Boy. När Homer slänger ifrån sig uranstaven landar den i Ottos knä, han äter upp den. Då passerar Bart på sin skateboard och passerar ett flertal karaktärer (inte samma som tidigare). När han korsar gatan tittar Hans Moleman upp ur en gatubrunn men den stängs då Marge kommer körande med Maggie, till skillnad från tidigare så sitter Abe till vänster om Maggie, han vaknar och tappar löständerna när de tutar. 
Vyn man passerar innan man får se garageuppfarten har förändrats en del.
Väl på garageuppfarten är det enda nya att Marge kör på Homer och han flyger igenom dörren (som är stängd). Väl framme vid TV:n så är det som vanligt förutom att de har en platt-tv.

## Variationer för varje avsnitt
För varje avsnitt är det vissa små skillnader:
- Skylten utanför skolan ändrar budskap (tredje versionen).
- Bart skriver olika saker på tavlan, Chalkboard gag[1]
- Lisa spelar olika saker saxofon.
- Familjen tar sig till TV-soffan på olika vis.
- Ralph/Barneys replik (tredje versionen).

## Chalkboard gag
Under öppningssekvensen inleds ibland avsnitten med att Bart har kvarsittning på Springfield Elementary och har fått i uppgift att återupprepa en mening på svarta tavlan. Meningen varierar för varje öppningssekvens och delen kallas för Chalkboard gag. Det andra avsnittet var det första avsnittet som innehöll ett Chalkboard gag och bestod av texten "I will not waste chalk (Jag ska inte slösa krita)". Den första vinjetten i HD bestod av texten "HDTV is Worth Every Cent (HDTV är värt varenda öre)". I vissa avsnitt har även Bart och andra rollfigurer fått uppdraget inuti avsnittet.
I The Simpsons: Filmen inleddes dess öppningssekvens med texten "I will not illegally download this movie (Jag ska inte ladda ner filmen illegalt)". Tre avsnitt har producerats i två varianter, The Squirt and the Whale som både haft "South Park—we'd stand beside you if we weren't so scared (South Park - vi skulle stå bakom er om vi inte var så rädda)" och "Je ne suis pas Français (Jag är inte fransk)". Avsnittet When You Dish Upon a Star har både haft "butt.com is not my e-mail address (butt.com är inte min e-postadress)" och "butt.butt is not my e-mail address (butt.butt är inte min e-postadress)". Avsnittet Two Cars in Every Garage and Three Eyes on Every Fish har både haft texten "I will not Xerox my butt (Jag ska inte kopiera min rumpa)" och "It's 'potato', not 'potatoe' (vilket kan sägas betyder ungefär "Det heter potatis och inte potastis")". 
I avsnittet Three Men and a Comic Book skrev Bart sin mening med munkskrift och i avsnittet Mona Leaves-a i medeltidsskrift. Tre avsnitt har använt en Chalkboard gag som tidigare använts.  Avsnittet Grampa vs. Sexual Inadequacy använde samma mening som i Bart Gets Famous, nämligen "My homework was not stolen by a one-armed man (Min hemläxa stals inte av en enarmad man)". I Avsnittet Make Room for Lisa skrev Bart texten "I do not have diplomatic immunity (Jag har inte diplomatisk immunitet)" vilket är det samma som i Marge in Chains. Texten "Indian burns are not our cultural heritage (Tusen nålar (Ett av engelskans ord för "tusen nålar" kan översättas med "indianbränna") är inte vårt kulturarv.)" har använts i både Eight Misbehavin' och King Size Homer.

## Andra versioner

### Judge Me Tender
Judge Me Tender spelar Lisa på en trumpet istället för en saxofon.

### Jul
Kill Gil, Volumes I & II & The Burns and the Bees innehåller en annorlunda version av introt. Vinjetten inleds med en kort stycke med låten O Christmas Tree, därefter kommer den sedvanliga skrivningen på svarttavlan, Chalkboard gag med Bart. Han lämnar skolan med en snowboard istället för sin skateboard och tomteluva. Springfields kärnkraftverk är julpyntad och Mr. Burns bär finkläder medan Smithers är i form av en ande. Musikläraren Largo skickar ut Lisa (som spelar julmusik), ur klassrummet som är pyntad med juldekorationer. Han dirigerar med en polkagris istället för sin vanliga dirigentpinne. Därefter kommer den vanliga sekvensen där Homer kastar ut en kolstav ur bilen och passerar Bart. 
Bart passerar därefter Helen, Apu (som går med en hund), Moe's Tavern med Moe och Barney Gumble, därefter Jacques, Jasper (utklädd till jultomten) och Wiggum. Sen kommer en snabb överblick över Springfield där bland annat barnen leker i snön, Patty och Selma ligger i snön, Kent gör ett nyhetsreportage och familjen Flanders tittar på fåglar (inklusive Maude). Familjen kommer hem i vanlig ordning, sätter sig i soffan där soffskämtet är att de zoomas ut till en julgranskula i en julgran till julmusik. Under hela delen som vinjetten utspelar sig utomlands är landskapet färgat med snö och området dekorerat med juldekorationer.

### MoneyBART
Avsnittets öppningssekvens är skapad av Banksy och det är första gången som man använder en utomstående för att göra introt. Tills soffskämtet startar är det enda som skiljer att hans signatur dyker upp lite varstans i vinjetten.
Soffskämtet utspelar sig i animationslokalen i Asien där man även gör produkter för Simpsons. Färgen är gråare och sorgligare musikspelas. En grupp trötta och sjuka konstnärer ritar animationer för Simpsons. Man ser barnarbeten där barnen stoppar ner bildskisser i giftigt avfall i ett rum fyllt med döda människor. Därefter besöker man en nedre våning och möter barn som arbetar med kläder och ett område där kattungar kastas in i en maskin för att ge tillverka dockor föreställande Bart Simpson. Dockorna hamnar i en låda som dras av en panda som piskas. Tungan från en död delfin används för att limma ihop kartonger med DVD-skivor. Hålen till DVD-skivorna görs av hornet på en enhörning. Därefter zoomar kameran ut och man får se att lokalen tillhör Fox.
Banksy kontaktades av exekutiva producenten Al Jean efter att sett hans film Exit Through the Gift Shop och Bonnie Pietila kontaktade filmens producenter. Fox valde att klippa bort omkring 5 % av materialet.

### To Surveil With Love
Vinjetten består av rollfigurer från Simpsons som mimar till Tik Tok av Ke$ha.

Lisa lånar Milhouses glasögon. Groundskeeper Willie borstar tänderna, därefter går han in i skolan och blir kidnappad av Edna. I skolan fortsätter skolans personal och elever att sjunga som avslutas med att Dewey, öppnar dörren vägen ut från skolan och man följer med in i skolbussen där skoleleverna och Otto fortsätter att sjunga. 
Därefter görs ett besök på Moe's Tavern där Marge (pekar på armbandsklockan), kommer och hämta Homer. 
Därefter får man följa Marge och Homers resa vägen hem där de passerar flera rollfigurer. Hemma sjunger Lisa (pekar på armbandsklockan), Bart och Maggie. Familjen springer in i vardagsrummet där flera av rollfigurerna finns samlade och de sätter sig i soffan som lyfts upp av rollfigurerna.